# Comissió Von der Leyen I
La Comissió Von der Leyen és l'actual Comissió Europea, el braç executiu de la Unió Europea, en funcions des de l'1 de desembre de 2019 i que durarà fins a les eleccions europees de 2024, durant la IX Legislatura del Parlament Europeu. Té a l'alemanya Ursula von der Leyen com a presidenta i a més està formada per un comissionat de cadascun dels estats membres de la Unió Europea (excepte l'estat de la presidenta, Alemanya).
La Comissió que havia de sortir de les eleccions al Parlament Europeu de 2019, tenia programada la seva constitució per l'1 de novembre de 2019; tanmateix, els candidats a comissaris de França, Hongria i Romania no van obtenir la confirmació del Parlament Europeu, de manera que els nous comissaris d'aquests tres països van haver de realitzar un nou procediment de confirmació, el que va retardar a l'1 de desembre de 2019 l'inici de la nova Comissió.

## Elecció

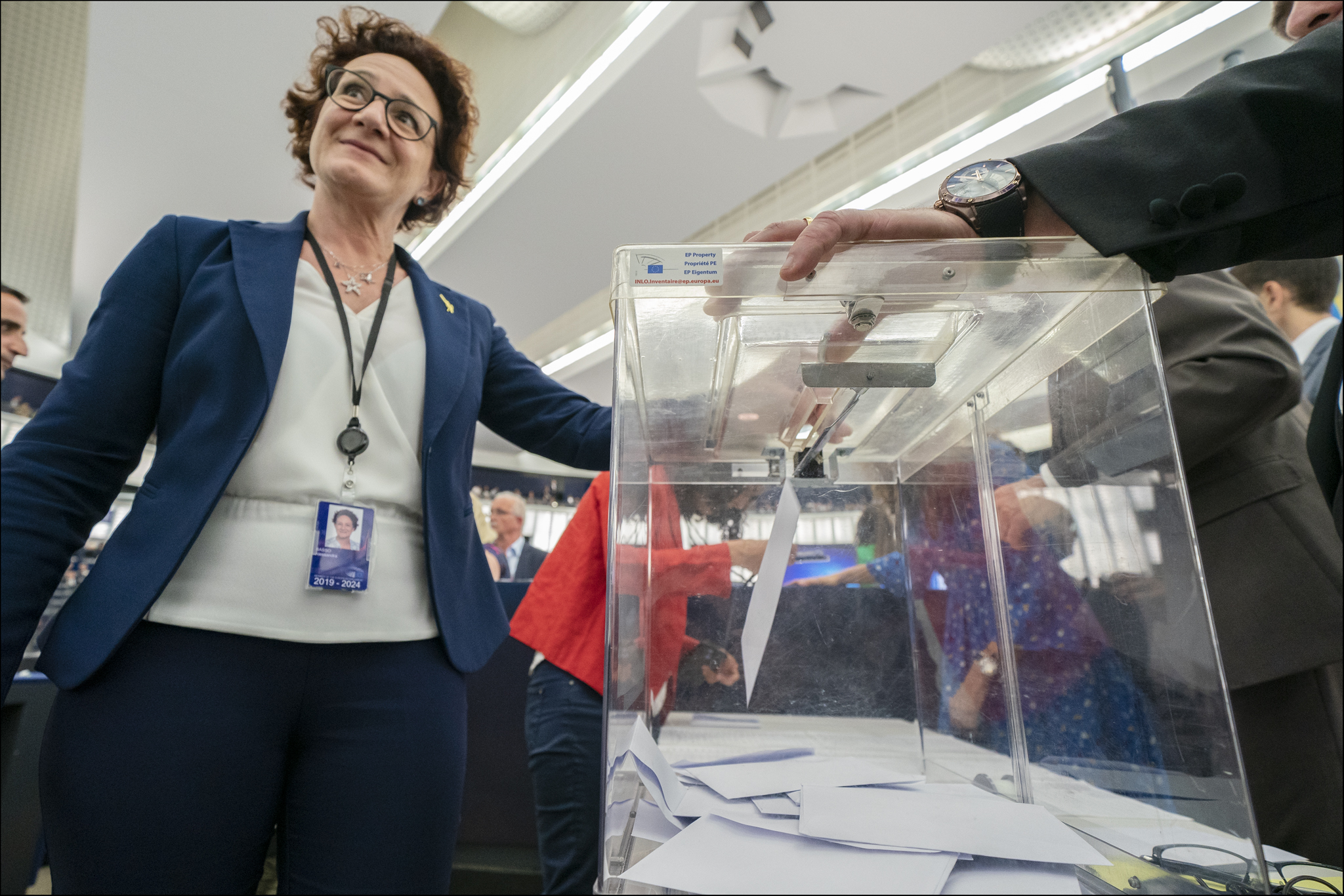
Els eurodiputats exerceixen el vot a favor o en contra de la investidura de von der Leyen el 16 de juliol

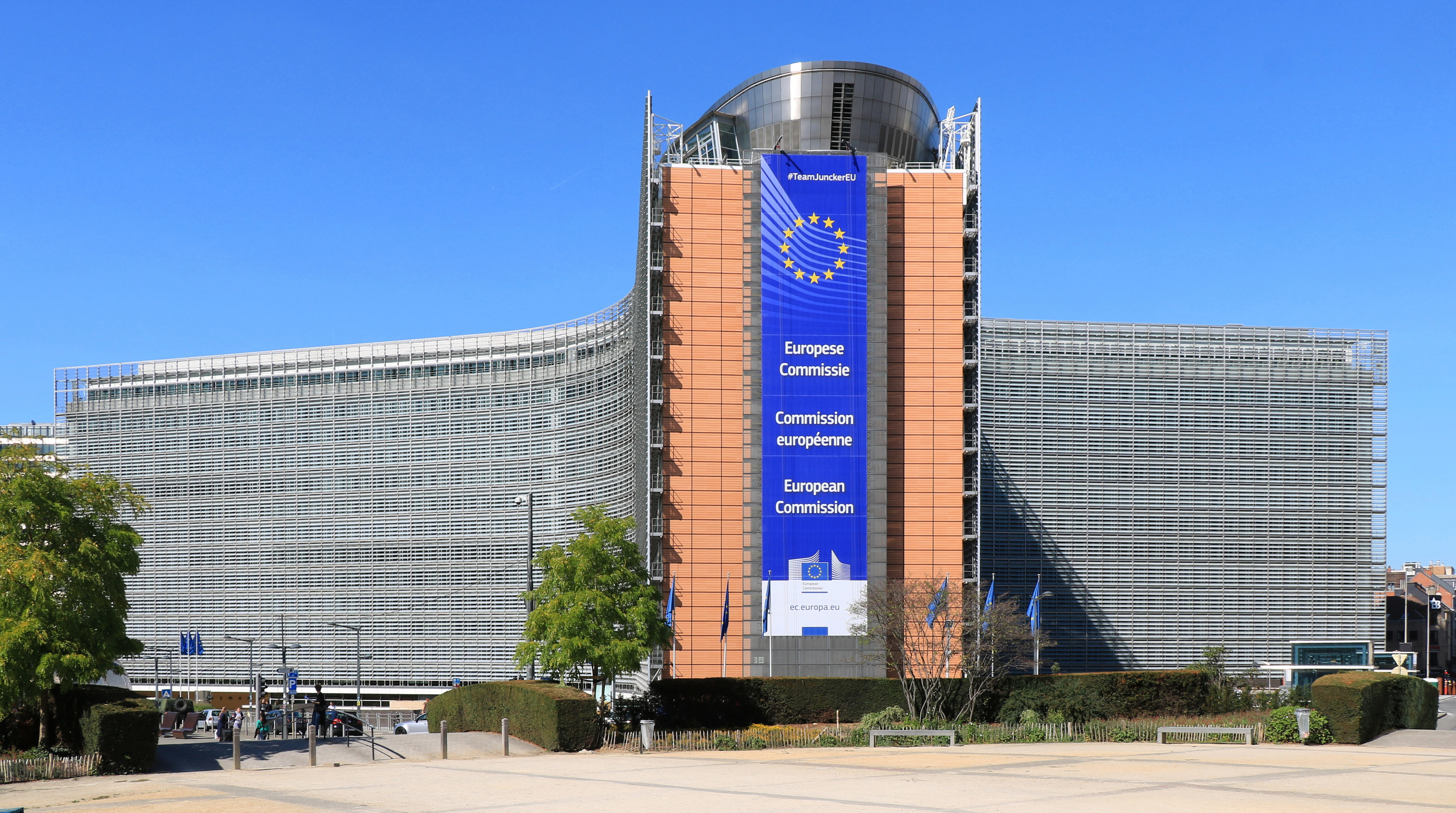
Edifici Berlaymont, seu de la Comissió Europea.

Una vegada finalitzades les eleccions al Parlament Europeu de 2019, on el Partit Popular Europeu va tornar a guanyar les eleccions amb 173 diputats al Parlament Europeu enfront dels 147 del Partit dels Socialistes Europeus i dels 76 del Partit de l'Aliança dels Liberals i Demòcrates per Europa, el Spitzenkandidaten del PPE, Manfred Weber, no va rebre el suport de tots els països del Consell Europeu i finalment van decidir nominar, després de tres dies de debats, a l'alemanya Ursula von der Leyen, també membre dels populars.
Després d'aquest acord del Consell, el 16 de juliol de 2019 el Parlament Europeu va celebrar el debat d'investidura. La intervenció de la candidata va intentar acontentar els grups socialista i liberal per a poder sumar els vots suficients. Al Grup de l'Aliança Progressista de Socialistes i Demòcrates li va oferir una aposta per un pacte verd europeu, una Europa Social, garantia juvenil i infantil i un acord d'asil per als migrants de la frontera mediterrània, mentre que a Renovar Europa li va oferir una millora de la participació ciutadana, una unió de capitals europea i la possibilitat de llistes transnacionals per a les pròximes eleccions europees. Per a tots dos partits, es va comprometre a reforçar la figura del Spitzenkandidaten per a les eleccions de 2024.
El mateix dia del nomenament d'Ursula com a candidata a presidenta de la Comissió, els 27 països de la Unió Europea van acordar proposar a l'espanyol Josep Borrell, fins a aquest moment ministre d'Afers exteriors del Govern d'Espanya de Pedro Sánchez, com a nou Alt representant de la Unió per a Afers exteriors i Política de Seguretat en substitució de la italiana Federica Mogherini. Després d'aquesta proposta, i l'acceptació per part de la presidenta von der Leyen, una nova cimera europea el 5 d'agost de 2019, va nomenar oficialment com a candidat al polític espanyol, i el Parlament Europeu el va ratificar amb el suport de tots els grups, excepte Identitat i Democràcia.
Posteriorment, els estats membres de la Unió Europea van nomenar als seus proposats per la Comissió Europea, amb el suport de la nova presidenta, i tots van ser ratificats exceptuant la francesa Sylvie Goulard (Mercat Interior), rebutjada per la comissió amb 82 vots en contra, 29 a favor i 1 abstenció, i la romanesa Rovana Plumb (Transport) i l'hongarès László Trócsányi (Veïnatge i ampliació) per incompatibilitats detectades per la Comissió d'Assumptes Jurídics. Finalment, França va proposar l'independent Thierry Breton per a Mercat Interior, Hongria a Olivér Várhelyi per a Veïnatge i ampliació i Romania a Adina-Ioana Vălean per a Transport, que sí que van ser aprovats per les comissions.
Una vegada ratificats els diferents Comissaris proposats pels estats membres de la Unió Europea, el Parlament Europeu va votar el 27 de novembre de 2023 la ratificació completa de la Comissió Von der Leyen amb 461 vots a favor, 157 en contra i 89 en blanc.

## Col·legi de Comissaris
La Comissió Europea és dirigida pels 27 membres del Col·legi de Comissaris, que tindran el mandat per la legislatura 2019-2014. És aquest organisme el que decideix les prioritats polítiques i estratègiques de la Comissió Europea.
| |                                                 |                                                                                        |                             |                                                 | |          |                                                |                                                                                   |
| Comissió Von der Leyen                                                                                       |                                                 |                                                                                        |                             |                                                 | |          |                                                |                                                                                   |
| |                                                 |                                                                                        |                             |                                                 | |          |                                                |                                                                                   |
| Acordat al Consell Europeu del 2 de juliol de 2019 • Aprovat pel Parlament Europeu el 27 de novembre de 2019 |                                                 |                                                                                        |                             |                                                 | |          |                                                |                                                                                   |
| |                                                 |                                                                                        |                             |                                                 | |          |                                                |                                                                                   |
| Designat | Designat                                        | Cartera                                                                                | Designat                    | Designat                                        | Cartera | Designat | Designat                                       | Cartera                                                                           |
| | · Ursula von der Leyen · Alemanya · (PPE - CDU) | Presidenta                                                                             |                             | · Maroš Šefčovič · Eslovàquia · (PSE - SMER-SD) | Vicepresident executiu — Pacte Verd Europeu Relacions Interinstitucionals i Prospectiva                                            |          | · Margrethe Vestager · Dinamarca · (ALDE - B)  | Vicepresidenta excecutiva — Una Europa Adaptada a l'Era Digital                   |
| [ 17 ] [ 18 ]                                                                                                | · Ursula von der Leyen · Alemanya · (PPE - CDU) | [ 17 ] [ 18 ] [ 19 ] [ 20 ]                                                            | [ 17 ] [ 18 ] [ 21 ] [ 22 ] | · Maroš Šefčovič · Eslovàquia · (PSE - SMER-SD) | |          | · Margrethe Vestager · Dinamarca · (ALDE - B)  |                                                                                   |
| | · Valdis Dombrovskis · Letònia · (PPE - JV)     | Vicepresident executiu — Una economia al servei de les persones                        |                             | · Josep Borrell · Espanya · (PSE - PSOE)        | Vicepresident i Alt Representant de la Unió Europea per a Afers exteriors i Política de Seguretat — Una Europa més forta en el món |          | · Věra Jourová · Txèquia · (ALDE - ANO)        | Vicepresidenta — Un nou impuls per a la Democràcia Europea Valors i Transparència |
| [ 17 ] [ 18 ] [ 23 ]                                                                                         | · Valdis Dombrovskis · Letònia · (PPE - JV)     | [ 17 ] [ 18 ] [ 24 ] [ 25 ] [ 26 ]                                                     | [ 18 ]                      | · Josep Borrell · Espanya · (PSE - PSOE)        | |          | · Věra Jourová · Txèquia · (ALDE - ANO)        |                                                                                   |
| | · Margaritis Schinas · Grècia · (PPE - ND)      | Vicepresident — Protecció de l'estil de vida europeu Promoció del Mode de Vida Europeu |                             | · Dubravka Šuica · Croàcia · (PPE - HDZ)        | Vicepresidenta — Democràcia i Demografia                                                                                           |          | · Wopke Hoekstra · Països Baixos · (PPE - CDA) | Comissari — Acció pel Clima                                                       |
| [ 18 ] [ 27 ] [ 28 ]                                                                                         | · Margaritis Schinas · Grècia · (PPE - ND)      | [ 18 ] [ 29 ]                                                                          | [ 30 ]                      | · Dubravka Šuica · Croàcia · (PPE - HDZ)        | |          | · Wopke Hoekstra · Països Baixos · (PPE - CDA) |                                                                                   |
| | · Johannes Hahn · Àustria · (PPE - ÖVP)         | Comissari — Pressupost i Administració                                                 |                             | · Mairead McGuinness · Irlanda · (PPE - FG)     | Comissari — Serveis Financers, Estabilitat Financera i Unió dels Mercats de Capitals                                               |          | · Iliana Ivanova · Bulgària · (PPE - GERB)     | Comissària — Innovació, Recerca, Cultura, Educació i Joventut                     |
| [ 18 ] [ 31 ] [ 32 ]                                                                                         | · Johannes Hahn · Àustria · (PPE - ÖVP)         | [ 33 ] [ 34 ]                                                                          | [ 35 ]                      | · Mairead McGuinness · Irlanda · (PPE - FG)     | |          | · Iliana Ivanova · Bulgària · (PPE - GERB)     |                                                                                   |
| | · Nicolas Schmit · Luxemburg · (PSE - LSAP)     | Comissari — Ocupació i Drets Socials                                                   |                             | · Paolo Gentiloni · Itàlia · (PSE - PD)         | Comissari — Economia |          | · Janusz Wojciechowski · Polònia · (CRE - PiS) | Comissari — Agricultura                                                           |
| [ 17 ] [ 18 ]                                                                                                | · Nicolas Schmit · Luxemburg · (PSE - LSAP)     | [ 18 ] [ 36 ]                                                                          | [ 18 ] [ 37 ]               | · Paolo Gentiloni · Itàlia · (PSE - PD)         | |          | · Janusz Wojciechowski · Polònia · (CRE - PiS) |                                                                                   |
| | · Thierry Breton · França · (Independent)       | Comissari — Mercat Interior                                                            |                             | · Elisa Ferreira · Portugal · (PSE - PS)        | Comissària — Cohesió i Reformes |          | · Stella Kyriakides · Xipre · (PPE - DISY)     | Comissària — Salut i Seguretat Alimentària                                        |
| [ 18 ] | · Thierry Breton · França · (Independent)       | [ 18 ] [ 38 ] [ 39 ]                                                                   | [ 17 ] [ 18 ] [ 40 ]        | · Elisa Ferreira · Portugal · (PSE - PS)        | |          | · Stella Kyriakides · Xipre · (PPE - DISY)     |                                                                                   |
| | · Didier Reynders · Bèlgica · (ALDE - MR)       | Comissari — Justícia                                                                   |                             | · Helena Dalli · Malta · (PSE - PL)             | Comissària — Igualtat |          | · Ylva Johansson · Suècia · (PSE - S)          | Comissària — Assumptes Interns                                                    |
| [ 18 ] [ 41 ]                                                                                                | · Didier Reynders · Bèlgica · (ALDE - MR)       | [ 18 ] [ 42 ]                                                                          | [ 18 ] [ 43 ]               | · Helena Dalli · Malta · (PSE - PL)             | |          | · Ylva Johansson · Suècia · (PSE - S)          |                                                                                   |
| | · Janez Lenarčič · Eslovènia · (Independent)    | Comissari — Gestió de Crisi                                                            |                             | · Adina-Ioana Vălean · Romania · (PPE - PNL)    | Comissària — Transports |          | · Olivér Várhelyi · Hongria · (PPE - Fidesz)   | Comissari — Veïnatge i Ampliació                                                  |
| [ 18 ] [ 44 ] [ 45 ]                                                                                         | · Janez Lenarčič · Eslovènia · (Independent)    | [ 18 ] [ 46 ]                                                                          | [ 17 ] [ 18 ]               | · Adina-Ioana Vălean · Romania · (PPE - PNL)    | |          | · Olivér Várhelyi · Hongria · (PPE - Fidesz)   |                                                                                   |
| | · Jutta Urpilainen · Finlàndia · (PSE - SDP)    | Comissària — Associacions Internacionals                                               |                             | · Kadri Simson · Estònia · (ALDE - EK)          | Comissària — Energia |          | · Virginijus Sinkevičius · Lituània · (LVŽS)   | Comissari — Medi Ambient, Oceans i Pesca                                          |
| [ 18 ] [ 47 ] [ 48 ]                                                                                         | · Jutta Urpilainen · Finlàndia · (PSE - SDP)    | [ 18 ] [ 49 ] [ 50 ]                                                                   | [ 18 ] [ 51 ]               | · Kadri Simson · Estònia · (ALDE - EK)          | |          | · Virginijus Sinkevičius · Lituània · (LVŽS)   |                                                                                   |

Canvis al Col·legi de Comissaris durant la IX Legislatura del Parlament Europeu:
- 26 d'agost de 2020: Després del Golfgate i una controvèrsia sobre els seus viatges a Irlanda en les setmanes anteriors, que entraven en conflicte amb les directrius irlandeses de la COVID-19, el Comissari de Comerç Phil Hogan, nomenat a l'inici de la legislatura,[17][18][52] va dimitir.[53]
- 12 d'octubre de 2020: Mairead McGuinness, candidata d'Irlanda a substituir Phil Hogan, és confirmada pel Parlament Europeu i nomenada com a Comissària Europea.[34]
- 15 de maig de 2023: Mariya Gabriel, nomenada a l'inici de la legislatura,[17][18][54] dimiteix com a Comissària després de rebre l'encàrrec de formar govern a Bulgària.[55]
- 22 d'agost de 2023: Frans Timmermans dimiteix com a Vicepresident executiu del Pacte Verd Europeu,[17][18] després de la seva selecció com a candidat a primer ministre dels Països Baixos a les eleccions generals neerlandeses de 2023.[20]
- 19 de setembre de 2023: Iliana Ivanova, candidata de Bulgària per a substituir a Mariya Gabriel, és confirmada pel Parlament Europeu i nomenada com a Comissària Europea.[35]
- 9 d'octubre de 2023: Wopke Hoekstra, candidat dels Països Baixos per reemplaçar Frans Timmermans, és confirmat pel Parlament Europeu i nomenat com a Comissari Europeu.[30]

## Departaments, agències executives i serveis
La Comissió Europea es divideix en departaments, coneguts com a direccions generals i que són els responsables de les decisions polítiques dins el seu àmbit, desenvolupant, aplicant i gestionant les polítiques, legislacions i programes de finançament de la Unió, així com les agències executives, que gestionen els programes creats per la Comissió, i diferents serveis.

### Departaments
| Direcció general                                                        | Direcció general | Comissari/s responsable/s           | Direcció general       |
| ----------------------------------------------------------------------- | ---------------- | ----------------------------------- | ---------------------- |
| Acció pel Clima                                                         | CLIMA            | Wopke Hoekstra                      | Kurt Vandenberghe      |
| Afers Econòmics i Financers                                             | ECFIN            | Paolo Gentiloni                     | Maarten Verwey         |
| Agricultura i Desenvolupament Rural                                     | AGRI             | Janusz Wojciechowski                | Wolfgang Burtscher     |
| Assumptes Marítims i Pesca                                              | MARE             | Virginijus Sinkevičius              | Charlina Vitcheva      |
| Associacions Internacionals                                             | INTPA            | Margaritis Schinas Jutta Urpilainen | Koen Doens             |
| Autoritat de Preparació i Resposta davant Emergències Sanitàries        | HERA             | Stella Kyriakides                   | Laurent Muschel        |
| Centre Comú de Recerca                                                  | JRC              | Iliana Ivanova                      | Stephen Quest          |
| Comerç                                                                  | TRADE            | Valdis Dombrovskis                  | Sabine Weyand          |
| Competència                                                             | COMP             | Margrethe Vestager                  | Olivier Guersent       |
| Comunicació                                                             | COMM             | Ursula von der Leyen                | Dana Spinant           |
| Educació, Joventut, Esport i Cultura                                    | EAC              | Iliana Ivanova                      | Pia Ahrenkilde Hansen  |
| Energia                                                                 | ENER             | Kadri Simson                        | Ditte Juul Jørgensen   |
| Estabilitat Financera, Serveis Financers i Unió dels Mercats de Capital | FISMA            | Mairead McGuinness                  | John Berrigan          |
| Eurostat: estadístiques europees                                        | Eurostat         | Paolo Gentiloni                     | Mariana Kotzeva        |
| Fiscalitat i Unió Duanera                                               | TAXUD            | Paolo Gentiloni                     | Gerassimos Thomas      |
| Indústria de Defensa i Espai                                            | DEFIS            | Thierry Breton                      | Timo Pesonen           |
| Interpretació                                                           | SCIC             | Johannes Hahn                       | Genoveva Ruiz Calavera |
| Justícia i Consumidors                                                  | JUST             | Didier Reynders Helena Dalli        | Ana Gallego Torres     |
| Medi Ambient                                                            | ENV              | Virginijus Sinkevičius              | Florika Fink-Hooijer   |
| Mercat Interior, Indústria, Emprenedoria i PIME                         | GROW             | Thierry Breton                      | Kerstin Jorna          |
| Migració i Afers d'Interior                                             | HOME             | Ylva Johansson                      | Monique Pariat         |
| Mobilitat i Transports                                                  | MOVE             | Adina Vălean                        | Magda Kopczyńska       |
| Ocupació, Afers Socials i Inclusió                                      | EMPL             | Nicolas Schmit Helena Dalli         | Joost Korte            |
| Política Europea de Veïnatge i Negociacions d'Ampliació                 | NEAR             | Olivér Várhelyi                     | Gert Jan Koopman       |
| Política Regional i Urbana                                              | REGIO            | Elisa Ferreira                      | Themis Christophidou   |
| Pressupost                                                              | BUDG             | Johannes Hahn                       | Stéphanie Riso         |
| Protecció Civil i Operacions d'Ajuda Humanitària Europees               | ECHO             | Janez Lenarčič                      | Maciej Popowski        |
| Recerca i Innovació                                                     | RTD              | Iliana Ivanova                      | Marc Lemaître          |
| Recursos Humans i Seguretat                                             | HR               | Johannes Hahn                       | Gertrud Ingestad       |
| Salut i Seguretat Alimentària                                           | SANTE            | Stella Kyriakides                   | Sandra Gallina         |
| Secretaria General                                                      | SG               | Ursula von der Leyen                | Ilze Juhansone         |
| Servei d'Auditoria Interna                                              | SAI              | Didier Reynders                     | Agnieszka Kaźmierczak  |
| Servei Jurídic                                                          | SJ               | Ursula von der Leyen                | Daniel Calleja Crespo  |
| Serveis Digitals                                                        | DIGIT            | Johannes Hahn                       | Veronica Gaffey        |
| Suport per a la Reforma Estructural                                     | REFORM           | Elisa Ferreira                      | Mario Nava             |
| Traducció                                                               | DGT              | Johannes Hahn                       | Christos Ellinides     |
| Xarxes de Comunicació, Contingut i Tecnologies                          | Connect          | Thierry Breton                      | Roberto Viola          |

### Agències executives
| Agència Executiva                                                   | Agència Executiva | Direcció                        |
| ------------------------------------------------------------------- | ----------------- | ------------------------------- |
| Agència Executiva del Consell Europeu de Recerca                    | ERCEA             | Laurence Moreau                 |
| Agència Executiva Europea d'Educació i Cultura                      | EACEA             | Sophie Beernaerts (en funcions) |
| Agència Executiva Europea de Clima, Infraestructures i Medi Ambient | CINEA             | Paloma Aba Garrote              |
| Agència Executiva Europea de Recerca                                | REA               | Marc Tachelet                   |
| Agència Executiva Europea en els àmbits de la Salut i Digital       | HaDEA             | Marina Zanchi                   |
| Agència Executiva per al Consell Europeu d'Innovació i les PIME     | Eismea            | Jean-David Malo                 |

### Serveis
| Servei                                            | Servei | Comissari/s responsable/s | Direcció                  |
| ------------------------------------------------- | ------ | ------------------------- | ------------------------- |
| Biblioteca de la Comissió Europea                 |        | Johannes Hahn             |                           |
| Delegat de Protecció de Dades                     | DPO    | Ursula von der Leyen      | Michelle Sutton           |
| Gestió i Liquidació dels Drets Individuals        | PMO    | Johannes Hahn             | Alexander Gemberg-Wiesike |
| Grup de Treball de Recuperació i Resiliència      |        |                           | Céline Gauer              |
| Infraestructura i Logística a Brussel·les         | OIB    | Johannes Hahn             | Marc Becquet              |
| Infraestructura i Logística a Luxemburg           | OIL    | Johannes Hahn             | Marc Becquet              |
| Inspirar, Debatre, Involucrar i Accelerar l'Acció | IDEA   |                           |                           |
| Instruments de Política Exterior                  | FPI    | Josep Borrell             | Peter Wagner              |
| Oficina Europea de Lluita contra el Frau          | OLAF   | Johannes Hahn             | Ville Itälä               |
| Servei d'Arxius Històrics                         |        | Johannes Hahn             | Marc Becquet              |

### Serveis interinstitucionals
| Servei                                  | Servei | Comissari/s responsable/s | Direcció       |
| --------------------------------------- | ------ | ------------------------- | -------------- |
| Escola Europea d'Administració          | EUSA   | Johannes Hahn             | Minna Vuorio   |
| Oficina de Publicacions                 | OP     |                           | Hilde Hardeman |
| Oficina Europea de Selecció de Personal | EPSO   |                           | Minna Vuorio   |

## Els primers passos de la Comissió
La denominada comissió geoestratègica va néixer a finals del 2019 amb la voluntat de presentar un green deal i una aproximació a la intel·ligència artificial. A part d'aquestes prioritats, la migració, la potenciació del paper d'Europa al món, i el desenvolupament de la indústria. A més de garantir un Brexit ordenat. Ursula von der Leyen va estrenar la seva presidència en la COP25 de Madrid, i el dia 11 de desembre del 2019, va presentar un pla detallat, amb unes línies mestres focalitzades en aconseguir que Europa es converteixi en el primer continent climàticament neutral l'any 2050.
Prospectivament, segons l'esborrany del pla, el maig del 2020 es presentarà la llei del clima que fixarà l'objectiu i els mitjans per arribar a la neutralitat climàtica. El juny del 2019, Polònia, Hongria i la República Txeca van evitar que s'adoptés l'objectiu fixat el 2050. Previsiblement l'octubre del 2020 es presentarà el projecte per reduir les emissions de gasos amb efecte d'hivernacle el 2030.
El segon gran repte d'aquesta Comissió és l'agenda digital que s'encarregarà de controlar la política de la competència i de garantir que Europa no perdi definitivament el tren industrial de la nova era, i no quedar superats per la Xina i els Estats Units, aquests objectius aniran dirigits per la vicepresidenta Margrethe Vestager. En el terreny de les bateries de cotxes elèctrics, Europa arrenca amb gran retard, el 4% de les bateries davant el 69% de la Xina.